# Notulen
De notulen van een vergadering vormen een verslag van de vergadering. De notulen worden gemaakt door de notulist of secretaris van de vergadering. Deze maakt tijdens de vergadering aantekeningen, om na afloop van de vergadering de notulen te kunnen voltooien. Het komt ook vaak voor dat de notulist hiervoor een laptop gebruikt. Het voordeel hiervan is dat de notulen dan na de vergadering praktisch klaar zijn en na goedkeuring direct naar de leden van de vergadering kunnen worden gestuurd. 

## Algemeen
De notulist van de vergadering is in het geval van een bedrijfsvergadering vaak een administratief medewerkster, zoals een secretaresse. In het geval van een verenigings- of commissievergadering, zoals een ALV, plenaire vergadering of bestuursvergadering, notuleert de secretaris van de vereniging of commissie. Bij voorkeur heeft de notulist zelf geen belangen te hebben in de vergadering en discussieert hij/zij zelf niet mee tijdens de vergadering. Hij of zij heeft dan wel spreekrecht, om eventuele dingen die hem of haar niet duidelijk zijn na te kunnen vragen. Maar in de praktijk heeft de notulist wel vaak belangen.
De notulen bevatten in ieder geval de aan- en/of afwezigen (inclusief eventuele van toepassing zijnde functieverdeling), de agenda en de (deel)conclusies op ieder van de besproken punten.
Notuleren omvat meer dan het kunnen luisteren en opschrijven van wat gezegd is: de notulist moet objectief en neutraal datgene selecteren wat belangrijk is uit wat gezegd is. Vooral wanneer een discussie in volle gang is en meerdere mensen snel na elkaar spreken, is het belangrijk dat de notulist snel kan beslissen wat wel en niet relevant is of snel kan schrijven (eventueel in steno). Bij diverse instellingen kan tegenwoordig een cursus notuleren gevolgd worden, waar men deze vaardigheid kan trainen.
Om goed te kunnen notuleren is het tevens belangrijk dat de voorzitter van de vergadering de discussie gestructureerd houdt en belangrijke conclusies herhaalt. Letterlijke citaten opnemen in de notulen is doorgaans niet wenselijk, omdat de lezer de precieze context niet (meer) kent. Beter is het om enkel de strekking van datgene wat gezegd is op te nemen.
Wanneer het eerste concept voor de notulen gereed is, is het soms gebruikelijk dat de voorzitter van de vergadering de notulen inhoudelijk controleert op ontbrekende of foutieve dingen. Soms is het nodig dat de notulen gecensureerd worden voordat ze gepubliceerd worden naar niet-aanwezigen, bijvoorbeeld omdat er persoonlijke dingen zijn besproken. Dat kan de voorzitter doen. De conceptnotulen worden besproken tijdens de volgende vergadering en met eventuele wijzigingen goedgekeurd en vastgelegd.

## Soorten notulen (verslagvormen)
Er zijn verschillende soorten notulen, ook wel 'verslagvormen' genoemd. De notulist moet bij de keuze van de verslagvorm rekening houden met de aard van de bijeenkomst en het doel waarvoor de notulen gebruikt worden, maar ook met de stijl van de voorafgaande notulen.

#### Woordelijk/letterlijk verslag
De meest uitgebreide verslagvorm is het woordelijk verslag. Het woordelijk verslag is geheel geschreven in de directe rede (1e persoon enkelvoud of 'ik-vorm'). In het woordelijk verslag wordt in beginsel alles vermeld dat wordt gezegd en is dus een volledige weergave van de vergadering. Woordelijke verslagen worden meestal alleen van zeer formele vergaderingen gemaakt zoals bij de Tweede Kamer en sommige gemeenteraden. Bij een woordelijk verslag wordt de gesproken tekst door de notulist op een taalkundig correcte wijze opgeschreven. Een letterlijk verslag is gelijk aan een woordelijk verslag met het verschil dat de gesproken tekst niet taalkundig correct wordt gemaakt. Versprekingen en gestotter is dus terug te lezen in een letterlijk verslag.

#### Verslag op spreker
Bij het verslag op spreker kiest de notulist de verschillende deelnemers aan de vergadering (sprekers) als invalshoek. Bij elk agendapunt geeft de notulist van elke deelnemer afzonderlijk een overzicht van diens inbreng (standpunten, argumenten etc.). Het verslag op spreker ligt voor de hand bij vergaderingen waarbij de deelnemers een achterban vertegenwoordigen en waarbij er tijdens de vergadering sprake is van tegengestelde belangen. Het verslag op spreker is geheel geschreven in de indirecte rede.

#### Verslag op onderwerp
Het verslag op onderwerp is een thematische weergave van hetgeen is besproken. Bij elk agendapunt maakt de notulist één samenvatting, waarbij de inbreng van de verschillende sprekers is opgenomen.
Een verslag op onderwerp wordt gemaakt van vergaderingen waarbij er geen grote belangentegenstellingen zijn of wanneer de deelnemers niet een achterban vertegenwoordigen. Het verslag op onderwerp is geheel geschreven in de indirecte rede.

## Uitspraak
Het woord "notulen" kan op twee manieren beklemtoond worden: notulen of notulen. De Taalunie adviseert de klemtoon op de eerste lettergreep te leggen maar merkt op dat woordenboeken vaak beide mogelijkheden aangeven. De Dikke Van Dale (13e druk) doet dat ook, maar zegt over de tweede mogelijkheid "minder juist".